# Tongai légyvadász
A tongai légyvadász (Pachycephala jacquinoti) a madarak osztályának verébalakúak (Passeriformes) rendjébe és a légyvadászfélék (Pachycephalidae) családjába tartozó faj.

## Rendszerezése
A fajt Charles Lucien Jules Laurent Bonaparte francia ornitológus írta le 1850-ben.

## Előfordulása
Polinéziához tartozó, Tonga területén honos. Természetes élőhelyei a szubtrópusi és trópusi mocsári erdők, síkvidéki és hegyi esőerdők, valamint ültetvények. Állandó, nem vonuló faj.

## Megjelenése
Testhossza 17–18,5 centiméter, testtömege 33–39 gramm.

## Életmódja
Rovarokkal táplálkozik, esetenként kisebb gyíkokat és néha gyümölcsöt is fogyaszt.

## Természetvédelmi helyzete
Az elterjedési területe kicsi és fokozatosan csökken, egyedszáma is csökken. A Természetvédelmi Világszövetség Vörös listáján mérsékelten fenyegetett fajként szerepel.